# HMS Telemachus (1943)
HMS Telemachus (P321) – brytyjski okręt podwodny należący do trzeciej grupy brytyjskich okrętów podwodnych typu T. Został zbudowany jako P321 w stoczni Vickers-Armstrongs w Barrow. Zwodowano go 19 czerwca 1943. Był drugim okrętem Royal Navy noszącym nazwę „Telemachus”.

## Służba
„Telemachus” przez większość swojej wojny służył na Dalekim Wschodzie; dotarł w ten rejon w lipcu 1944. Najbardziej znaczącym momentem działalności wojennej było zatopienie japońskiego okrętu podwodnego I-166.
Przetrwał wojnę i pozostał w służbie na Dalekim Wschodzie. Wrócił do Wielkiej Brytanii w grudniu 1959 r. Złomowany w Charlestown  28 sierpnia 1961.